# 以色列人在埃及
《以色列人在埃及》（英語：Israel in Egypt），作品号HWV 54，亦可譯作《在埃及的以色列人》，是德國巴洛克時期作曲家韓德爾所創作的一齣神劇，創作於1738年10月，僅用了1個月的時間便完成並配器，首演在1739年4月4日於英國倫敦皇家劇院舉行。
合唱段落在《以色列人在埃及》中成了絕對的主導，而且更在多個樂章中採用了雙合唱團的配模，這相比韓德爾其他的神劇－包括為人熟識的《彌賽亞》為多。以修訂版中全曲共39首，只有11首是涉及獨唱的曲目（第2，第39首分別由獨唱和雙合唱團演唱），雙合唱團段落更佔全曲近乎一半。歌詞的內容皆選自聖經舊約中的出埃及記及詩篇，但亦有不少評論認為一直和他合作的劇作家查理斯·詹寧斯（Charles Jennens）亦有份整理。
初稿時原設有三部份，第一部份乃取自早兩年完成的作品《加露蓮女皇喪禮歌曲》（HWV264），副題稱為「以色列人為約瑟之死的輓悼」（Lamentation of the Israelites for the death of Joseph），當中韓德爾把第2首「鍚安的人在哀悼著」改為「以色列的人在哀悼著」，可惜是由於初演後的反應不佳，後來再公演時，韓德爾把這部份刪去，原來的第二、三部份（出埃及記、摩西之歌）便成了現時的第一、二部份。
由於改動後第一首曲目已經是男高音的宣敘調，欠缺了慣常的一個器樂前奏，在1758年的重演中，韓德爾將另一劇神劇《所羅門》的序曲（亦有指再加入部份的選段）加進去，成為新的第一幕；及後亦有一些演出原用《加露蓮女皇喪禮歌曲》的前奏曲（甚至是全套作品）作為開場，這兩種處理方法現今仍然被採納為一個緩衝方法。

## 歌詞
根據現時較常用的二幕形式。

### 第一部份
1. Now there arose a new King（出埃及記1:8,11,13）
2(a and b). And the children of Israel sighed（出埃及記2:23）
3.Then sent he Moses（詩篇105:26,27,29）
4. They loathed to drink of the river（出埃及記7:18-19）
5. Their land brought forth frogs（詩篇105:30，出埃及記11:9-10）
6. He spake the word（詩篇105:31,34,35）
7. He gave them hailstones（詩篇105:32，出埃及記9:23-24）
8. He sent a thick darkness（出埃及記10:21）
9. He smote all the first-born of Egypt（詩篇105:36-37）
10. But for his people（詩篇78:53，105:37）
11. Egypt was glad（詩篇106:9）
12. He rebuked the Red Sea（詩篇106:9）
13. He led them through the deep（詩篇106:9）
14. But the waters overwhelmed（詩篇106:11）
15. And Israel saw that great work（出埃及記14:31）
16. And believed the Lord（出埃及記14:31）

### 第二部份
17. Moses and the children of Israel（出埃及記15:1）
18. I will sing unto the Lord（出埃及記15:1）
19. The Lord is my strength（出埃及記15:2）
20. He is my God（出埃及記15:2）
21. And I will exalt Him（出埃及記15:2）
22. The Lord is a man of war（出埃及記15:3-4）
23. The depths have covered them（出埃及記15:5）
24. Thy right hand, O Lord（出埃及記15:6）
25. And in the greatness（出埃及記15:7）
26. Thou sentest forth Thy wrath（出埃及記15:7）
27. And with the blast of Thy nostrils（出埃及記15:8）
28. The enemy said（出埃及記15:9）
29. Thou didst blow（出埃及記15:10）
30. Who is like unto Thee（出埃及記15:11-12）
31. The earth swallow'd them（出埃及記15:12）
32. Thou in Thy mercy（出埃及記15:13）
33. The people shall hear（出埃及記15:14-16）
34. Thou shalt bring them in（出埃及記15:17）
35. The Lord shall reign（出埃及記15:18）
36. For the horse of Pharaoh（出埃及記15:19）
37. The Lord shall reign（出埃及記15:18）
38. And Miriam, the prophetess（出埃及記15:20-21）
39. Sing ye to the Lord（出埃及記15:21,18）

## 分析

### 配器
- 獨唱：2女高音、女低音、男高音、2男低音
- 合唱：2四部混聲合唱團
- 木管樂器：2長笛、2雙簧管、2巴松管
- 銅管樂器：2小號、3長號
- 敲擊樂器：定音鼓
- 絃樂器：第1小提琴、第2小提琴、中提琴、大提琴、低音提琴
- 鍵盤樂器：大鍵琴

### 參照
1. 1 2  .   [2013-09-10]. （原始内容存档于2013-09-21）.
2. ↑  .   [2013-09-08]. （原始内容存档于2016-10-13）.
3. ↑   (PDF).   [2013-09-08]. （原始内容存档 (PDF)于2019-07-16）.

## 外部連結
- 以色列人在埃及：国际乐谱典藏计划上的乐谱
- 以色列人在埃及：国际乐谱典藏计划上的乐谱 ，此乃《加露蓮女皇喪禮歌曲》總譜，為原來的第一部份。
- 《所羅門》全劇總譜（页面存档备份，存于），国际乐谱典藏计划上的乐谱
- 韓德爾的《以色列人在埃及》－香港樂評人胡銘堯（Dennis Wu）的介紹。（页面存档备份，存于）